# Bergisch Gladbach

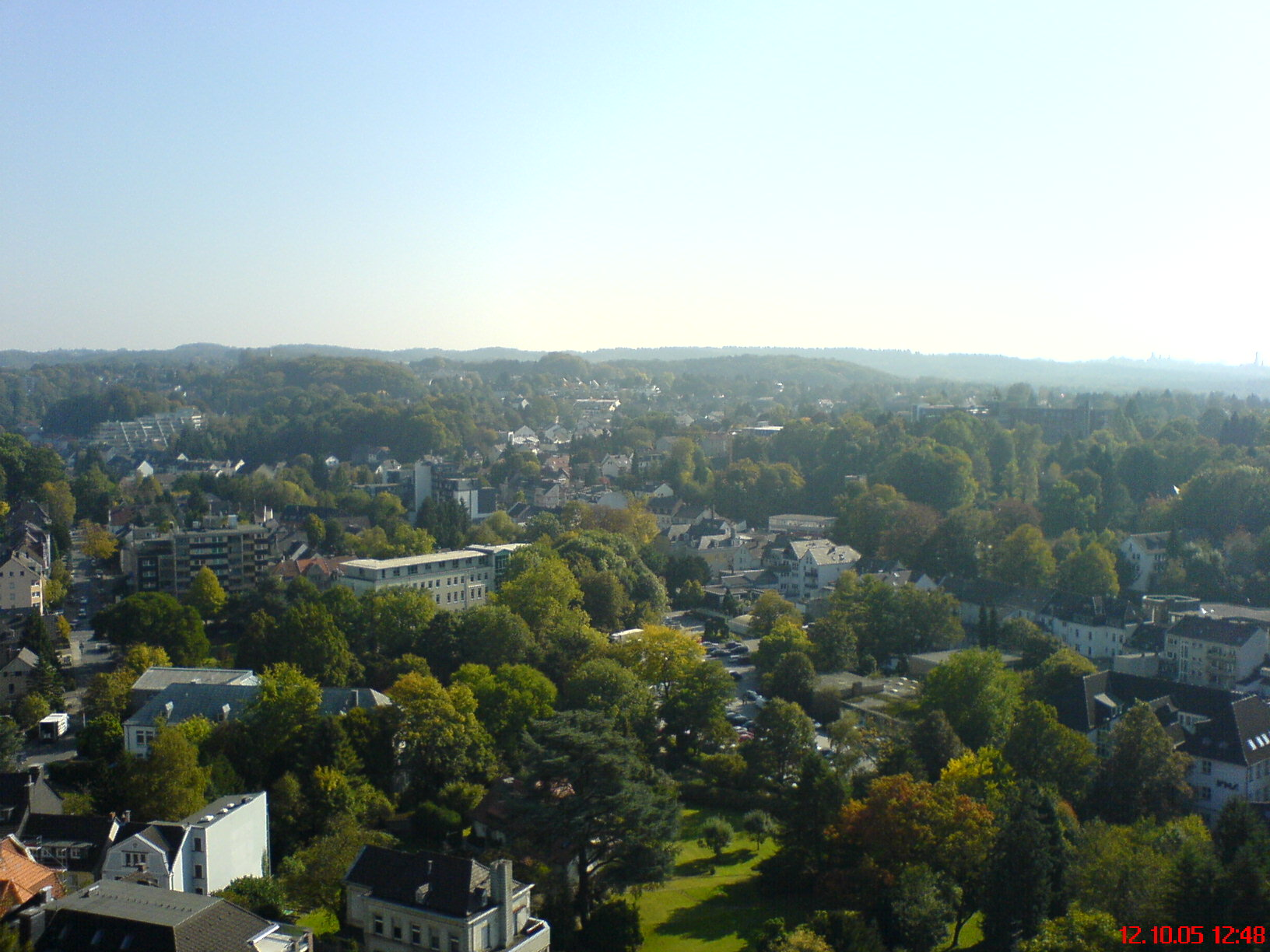
Bergisch Gladbach

Bergisch Gladbach (fil) är en stad i nära anslutning till Köln och Leverkusen i det tyska förbundslandet Nordrhein-Westfalen. Staden har cirka 113 000 invånare, och ingår i storstadsområdet Rheinschiene.

## Kommunikationer
- Motorvägar
  - A3 Frankfurt – Köln – Oberhausen
  - A4 Köln – Olpe
- Förbundsvägar
  - B51, B55 och B506

## Kända personer
- Heidi Klum, mannekäng, fotomodell
- Sonja Zietlow, tv-programledare
- Wolfgang Bosbach, politiker i den tyska riksdagen
- Mats Hummels, fotbollsspelare